# Coppa di Francia 2021-2022 (hockey su pista)
La Coppa di Francia 2021-2022 è stata la 21ª edizione della principale coppa nazionale francese di hockey su pista riservata alle squadre di club. La competizione ha avuto luogo dal 16 ottobre 2021 e si è conclusa con la final four a Liévin l'8 maggio 2022.
Il torneo è stato vinto dal Quévert per la quarta volta nella sua storia superando in finale il Lione.

## Risultati

### Primo turno
| Squadra 1       | Risultato | Squadra 2       |
| --------------- | --------- | --------------- |
| 16 ottobre 2021 |           |                 |
| Gujan-Mestras   | 2 - 10    | Biarritz        |
| La Garnache     | 2 - 22    | Saint-Sébastien |

### Secondo turno
| Squadra 1            | Risultato | Squadra 2       |
| -------------------- | --------- | --------------- |
| 6 novembre 2021      |           |                 |
| Biarritz             | 2 - 1     | Gazinet-Cestas  |
| Bouguenais           | 3 - 4     | Saint-Sébastien |
| Briard               | 2 - 5     | Sevran          |
| Dol-de-Bretagne      | 3 - 4     | Crehen          |
| Gleizé en Beaujolais | 4 - 2     | Vaulx-en-Velin  |
| Linas Montlhery      | 2 - 3     | Roubaix         |

### Terzo turno
| Squadra 1            | Risultato | Squadra 2     |
| -------------------- | --------- | ------------- |
| 20 novembre 2021     |           |               |
| Biarritz             | 4 - 6     | Mérignac      |
| Crehen               | 2 - 3     | Pacé          |
| Gleizé en Beaujolais | 6 - 7     | Aix-les-Bains |
| Quintin              | 5 - 4     | Saint-Brieuc  |
| Plonéour-Lanvern     | 2 - 9     | Ergué-Gabéric |
| Roubaix              | 6 - 3     | Tourcoing     |
| Saint-Sébastien      | 5 - 8     | Nantes        |
| Sevran               | 2 - 8     | Villejuif     |
| Voiron               | 5 - 9     | Lione         |

### Ottavi di finale
| Squadra 1        | Risultato | Squadra 2       |
| ---------------- | --------- | --------------- |
| 18 dicembre 2021 |           |                 |
| Aix-les-Bains    | 2 - 6     | Poiré Roller    |
| Ergué-Gabéric    | 1 - 4     | Quévert         |
| La Vendéenne     | 4 - 3     | SCRA Saint-Omer |
| Lione            | 3 - 1     | Quintin         |
| Mérignac         | 4 - 1     | Pacé            |
| Nantes           | 7 - 9     | Villejuif       |
| Noisy-le-Grand   | 4 - 7     | Ploufragan      |
| Roubaix          | 1 - 5     | Coutras         |

### Quarti di finale
| Squadra 1                   | Totale  | Squadra 2    | Andata | Ritorno |
| --------------------------- | ------- | ------------ | ------ | ------- |
| 26 febbraio e 19 marzo 2022 |         |              |        |         |
| Quévert                     | 5 - 4   | Coutras      | 3 - 1  | 2 - 3   |
| Lione                       | 13 - 11 | Poiré Roller | 6 - 7  | 7 - 4   |
| Mérignac                    | 8 - 9   | Villejuif    | 5 - 5  | 3 - 4   |
| Ploufragan                  | 4 - 12  | La Vendéenne | 1 - 8  | 3 - 4   |

### Final four

#### Semifinali
| Liévin 7 maggio 2022 | La Vendéenne | 4 – 6 | Quévert | Arena stade couvert de Liévin |

| Liévin 7 maggio 2022 | Lione | 2 – 0 | Villejuif | Arena stade couvert de Liévin |

#### Finale
| Liévin 8 maggio 2022 | Quévert | 4 – 3 | Lione | Arena stade couvert de Liévin |